# Championnat de Belgique masculin de handball 2007-2008
Navigation
Division d'Honneur 2006-2007 Division d'Honneur 2008-2009
La saison 2007-2008 du championnat de Belgique de handball fut la 50e édition de la plus haute division belge de handball. La première phase du championnat la phase classique, est suivie des Play-offs et des Play-downs.
Cette édition fut remportée par le KV Sasja HC Hoboken, champion pour la sixième fois, les anversois cumulent un troisième titre.
Au détriment du Initia HC Hasselt qui occupe la place de dauphin, le United HC Tongeren suit à la troisième place tandis que le Sporting Neerpelt, termine à la quatrième place des Play-offs, ce sont ces quatre clubs qui auront l'honneur de représenter la Belgique dans une toute nouvelle compétition avec quatre des meilleures équipes néerlandaise, la BeNe liga.
Enfin, l'Union beynoise est relégué et sera remplacé la saison suivante par le HCA Lommel.

## Participants
| Club                | Classement 2006-2007 | Localisation            | Entraîneur                     | Salle                       | Capacité |
| ------------------- | -------------------- | ----------------------- | ------------------------------ | --------------------------- | -------- |
| KV Sasja HC Hoboken | 1er                  | Anvers                  | Alex Jacobs                    | Sportcomplex Sorghvliedt    | 950      |
| Initia HC Hasselt   | 2e                   | Hasselt                 | Luc Boiten                     | Sporthal Alverberg          | 1 730    |
| HC Eynatten         | 3e                   | Raeren                  | Willy Kück                     | Sporthalle Eynatten         | 700      |
| United HC Tongeren  | 4e                   | Tongres                 | Jos Schouterden                | Eburons Dôme Tongeren       | 1 000    |
| Sporting Neerpelt   | 4e                   | Neerpelt                | Henryck Mrowiec Gerrit Stavast | Sportcentrum Dommelhof      | 1 600    |
| Union beynoise      | 6e                   | Beyne-Heusay            | Bujar Qerimi                   | Hall Omnisports Edmond Rigo | 400      |
| ROC Flémalle        | 7e                   | Flémalle                | Thierry Herbillon              | Hall omnisports André Cools | 500      |
| HC Atomix           | 8e/9e                | Haacht/Keerbergen/Putte |                                | Sporthal Den Dijk           | 600      |
| Achilles Bocholt    | 2e/3e (PD)           | Bocholt                 | Gabrie Rietbroek               | Sportcomplex De Damburg     | 1 539    |
| HC Visé BM          | ? (D1)               | Visé                    |                                | Hall Omnisports de Visé     | 600      |

### Localisation
| \| United HC Tongeren Achilles Bocholt Initia HC Hasselt HC Visé BM KV Sasja Sporting Neerpelt HC Atomix HC Eynatten ROC Flémalle Union Beynoise \| Localisation des clubs engagés dans le championnat |
| United HC Tongeren Achilles Bocholt Initia HC Hasselt HC Visé BM KV Sasja Sporting Neerpelt HC Atomix HC Eynatten ROC Flémalle Union Beynoise                                                          |

Nombre d'équipes par Province
| # | Province                    | Nombre | Équipe(s)                                                                  |
| - | --------------------------- | ------ | -------------------------------------------------------------------------- |
| 1 | Province de Limbourg        | 4      | Initia HC Hasselt, United HC Tongeren, Achilles Bocholt, Sporting Neerpelt |
| 2 | Province de Liège           | 4      | ROC Flémalle, HC Eynatten, HC Visé BM, Union beynoise                      |
| 3 | Province d'Anvers           | 1      | KV Sasja HC Hoboken                                                        |
| 4 | Province du Brabant flamand | 1      | HC Atomix                                                                  |

## Compétition

### Organisation du championnat
La saison régulière est disputée par 10 équipes jouant chacune l'une contre l'autre à deux reprises selon le principe des phases aller et retour. Une victoire rapporte 2 points, une égalité, 1 point et, donc une défaite 0 point.
Après la saison régulière, les 6 équipes les mieux classées s'engagent dans les play-offs. Une phase composée de deux groupes de trois équipes qui constitue en un mini championnat, où les participants des groupes sont tirés au sort, dans le pot 1, se retrouvent le premier et le deuxième de la phase régulière, elles débuteront avec 3 points, dans le pot 2, se retrouvent le troisième et le quatrième de la phase régulière et dans le dernier et pot 3, se retrouvent le cinquième et le sixième de la phase régulière.
Lors de ces play-offs, les premiers des deux groupes sont qualifiés pour la finale, une finale aller-retour, pour déterminer qui occupera la troisième place à la sixième, les deuxièmes des groupes affrontent les troisièmes du groupe opposé.
C'est quatre équipes s'affrontent pour le titre de champion mais aussi pour se qualifier en Coupe d'Europe la saison suivante.
Pour ce qui est des 4 dernières équipes de la phase régulière, elles s'engagent quant à elles dans les play-downs. Il s'agit là aussi d'un mini championnat en phase aller-retour mais pour laquelle, le premier de c'est play-downs commence avec 4 points, le second, 3, le troisième, 2 et le quatrième avec 1 points.
Ces quatre équipes s'affrontent dans le but de ne pas pouvoir finir à la dernière place synonyme de relégation en division 2.

### Saison régulière

#### Classement
|    | Équipe                      | Pts | J  | G  | N | P  | Bp  | Bc  | Diff |
| -- | --------------------------- | --- | -- | -- | - | -- | --- | --- | ---- |
| 1  | KV Sasja HC Hoboken (T) (C) | 31  | 18 | 15 | 1 | 2  | 572 | 431 | 141  |
| 2  | Initia HC Hasselt           | 27  | 18 | 13 | 1 | 4  | 491 | 429 | 62   |
| 3  | Sporting Neerpelt           | 22  | 18 | 11 | 0 | 7  | 473 | 444 | 29   |
| 4  | United HC Tongeren          | 20  | 18 | 10 | 0 | 8  | 492 | 482 | 10   |
| 5  | Achilles Bocholt            | 19  | 18 | 9  | 1 | 8  | 488 | 497 | -9   |
| 6  | HC Atomix                   | 18  | 18 | 9  | 0 | 9  | 495 | 503 | -8   |
| 7  | ROC Flémalle                | 16  | 18 | 8  | 0 | 10 | 474 | 505 | -31  |
| 8  | HC Eynatten                 | 14  | 18 | 7  | 0 | 11 | 518 | 497 | 21   |
| 9  | HC Visé BM                  | 8   | 18 | 4  | 0 | 14 | 430 | 533 | -103 |
| 10 | Union beynoise              | 5   | 18 | 2  | 1 | 15 | 454 | 566 | -112 |

|                 | Qualification pour les Play-Offs A |
|                 | Qualification pour les Play-Offs B |
|                 | Relégué                            |
|                 | Play-downs                         |
| (T)             | Tenant du titre                    |
| en augmentation | Promu de 2007                      |
| (C)             | Vainqueur de la Coupe de Belgique  |

##### Évolution du Classement
- Leader du classement

| IHA | KV Sasja HC Hoboken | KV Sasja HC Hoboken | KV Sasja HC Hoboken | KV Sasja HC Hoboken | KV Sasja HC Hoboken | KV Sasja HC Hoboken | KV Sasja HC Hoboken | KV Sasja HC Hoboken | KV Sasja HC Hoboken | KV Sasja HC Hoboken | KV Sasja HC Hoboken | KV Sasja HC Hoboken | KV Sasja HC Hoboken | KV Sasja HC Hoboken | KV Sasja HC Hoboken | KV Sasja HC Hoboken | KV Sasja HC Hoboken |  |  |  |  |  |  |  |  |  |  |  |  |
|     |                     |                     |                     |                     |                     |                     |                     |                     |                     |                     |                     |                     |                     |                     |                     |                     |                     |  |  |  |  |  |  |  |  |  |  |  |  |
| 01  | 02                  | 03                  | 04                  | 05                  | 06                  | 07                  | 08                  | 09                  | 10                  | 11                  | 12                  | 13                  | 14                  | 15                  | 16                  | 17                  | 18                  |  |  |  |  |  |  |  |  |  |  |  |  |

- Journée par journée

| Club                | 1  | 2  | 3  | 4  | 5  | 6  | 7  | 8  | 9  | 10 | 11 | 12 | 13 | 14 | 15 | 16 | 17 | 18 |
| ------------------- | -- | -- | -- | -- | -- | -- | -- | -- | -- | -- | -- | -- | -- | -- | -- | -- | -- | -- |
| HC Visé BM          | 9  | 9  | 9  | 7  | 8  | 8  | 8  | 9  | 9  | 8  | 8  | 9  | 9  | 9  | 9  | 9  | 9  | 9  |
| Union beynoise      | 10 | 10 | 10 | 10 | 10 | 10 | 10 | 10 | 10 | 10 | 10 | 10 | 10 | 10 | 10 | 10 | 10 | 10 |
| Achilles Bocholt    | 3  | 3  | 5  | 6  | 4  | 6  | 5  | 4  | 4  | 4  | 6  | 6  | 5  | 6  | 5  | 5  | 5  | 5  |
| United HC Tongeren  | 4  | 2  | 4  | 5  | 5  | 4  | 4  | 5  | 5  | 5  | 3  | 4  | 6  | 4  | 4  | 4  | 4  | 4  |
| HC Eynatten         | 8  | 6  | 6  | 8  | 9  | 9  | 9  | 8  | 8  | 9  | 9  | 8  | 8  | 8  | 8  | 8  | 7  | 8  |
| Sporting Neerpelt   | 7  | 8  | 7  | 4  | 7  | 7  | 6  | 6  | 6  | 6  | 4  | 3  | 3  | 3  | 3  | 3  | 3  | 3  |
| Initia HC Hasselt   | 1  | 4  | 2  | 2  | 3  | 3  | 2  | 2  | 2  | 2  | 2  | 2  | 2  | 2  | 2  | 2  | 2  | 2  |
| ROC Flémalle        | 5  | 7  | 8  | 9  | 6  | 5  | 7  | 7  | 7  | 7  | 7  | 7  | 7  | 7  | 7  | 7  | 8  | 7  |
| HC Atomix           | 6  | 5  | 3  | 3  | 2  | 2  | 3  | 3  | 3  | 3  | 5  | 5  | 4  | 5  | 6  | 6  | 6  | 6  |
| KV Sasja HC Hoboken | 2  | 1  | 1  | 1  | 1  | 1  | 1  | 1  | 1  | 1  | 1  | 1  | 1  | 1  | 1  | 1  | 1  | 1  |

#### Matchs
| Résultats (dom.\ext.)                                      | UTO   | IHA   | ABO   | SNE   | KVS   | UBE   | ROC   | HCA   | HCV   | HCE   |
| United HC Tongeren                                         |       | 21-22 | 27-31 | 27-26 | 28-32 | 32-23 | 23-25 | 28-24 | 37-25 | 32-20 |
| Initia HC Hasselt                                          | 35-27 |       | 32-28 | 31-21 | 27-27 | 31-20 | 38-26 | 28-23 | 23-15 | 25-24 |
| Achilles Bocholt                                           | 25-31 | 24-23 |       | 23-26 | 23-29 | 35-24 | 28-26 | 36-30 | 30-34 | 30-28 |
| Sporting Neerpelt                                          | 30-23 | 26-19 | 21-24 |       | 30-27 | 26-21 | 25-26 | 18-29 | 30-21 | 27-22 |
| KV Sasja HC Hoboken                                        | 31-20 | 31-24 | 36-21 | 30-22 |       | 41-27 | 28-22 | 38-24 | 40-16 | 32-27 |
| Union beynoise                                             | 24-29 | 23-35 | 26-26 | 27-39 | 23-35 |       | 26-28 | 28-29 | 25-21 | 26-23 |
| ROC Flémalle                                               | 26-20 | 28-30 | 21-22 | 22-31 | 25-35 | 35-31 |       | 26-32 | 31-24 | 28-26 |
| HC Atomix                                                  | 31-32 | 23-24 | 32-30 | 16-23 | 23-18 | 31-25 | 24-26 |       | 32-28 | 31-30 |
| HC Visé BM                                                 | 27-28 | 19-18 | 23-28 | 26-27 | 25-27 | 27-32 | 27-24 | 26-30 |       | 27-26 |
| HC Eynatten                                                | 25-27 | 23-26 | 28-24 | 30-25 | 24-35 | 33-23 | 35-31 | 39-31 | 45-19 |       |
| - Victoire à domicile - Match nul - Victoire à l'extérieur |       |       |       |       |       |       |       |       |       |       |

### Play-offs

#### Composition des chapeaux
Les équipes sont réparties dans les deux groupes à la suite d'un tirage aux sort et non en fonction du classement.
| Chapeau 1           | Chapeau 2          | Chapeau 3        |
| ------------------- | ------------------ | ---------------- |
| KV Sasja HC Hoboken | Sporting Neerpelt  | Achilles Bocholt |
| Initia HC Hasselt   | United HC Tongeren | HC Atomix        |

##### Groupe A
|   | Équipe              | Pts | J | G | N | P | Bp  | Bc  | Diff |  | Résultats (dom.\ext.) | SAS   | NEE   | ABO   |
| - | ------------------- | --- | - | - | - | - | --- | --- | ---- |  | --------------------- | ----- | ----- | ----- |
| 1 | KV Sasja HC Hoboken | 9   | 4 | 3 | 0 | 1 | 137 | 121 | 16   |  | KV Sasja HC Hoboken   |       | 23-34 | 31-34 |
| 2 | Sporting Neerpelt   | 6   | 4 | 2 | 0 | 2 | 115 | 123 | -8   |  | Sporting Neerpelt     | 34-38 |       | 29-24 |
| 3 | Achilles Bocholt    | 3   | 4 | 1 | 0 | 3 | 115 | 123 | -8   |  | Achilles Bocholt      | 35-29 | 30-26 |       |

##### Groupe B
|   | Équipe             | Pts | J | G | N | P | Bp  | Bc  | Diff |  | Résultats (dom.\ext.) | IHA   | UTO   | HCA   |
| - | ------------------ | --- | - | - | - | - | --- | --- | ---- |  | --------------------- | ----- | ----- | ----- |
| 1 | Initia HC Hasselt  | 9   | 4 | 3 | 0 | 1 | 113 | 93  | 20   |  | Initia HC Hasselt     |       | 21-34 | 27-31 |
| 3 | HC Atomix          | 5   | 4 | 2 | 0 | 2 | 103 | 102 | 1    |  | United HC Tongeren    | 39-27 |       | 29-25 |
| 2 | United HC Tongeren | 4   | 4 | 1 | 0 | 3 | 110 | 131 | -21  |  | HC Atomix             | 22-21 | 37-29 |       |

#### Finales

##### Match pour la cinquième place
| 15 mai 2008 | United HC Tongeren | 34-25 | Achilles Bocholt | Eburons Dôme Tongeren, Tongres |

##### Match pour la troisième place
| 15 mai 2008 | Sporting Neerpelt | 30-27 | HC Atomix | Sportcentrum Dommelhof, Neerpelt |

##### Finale
| 15 mai 2008 | Initia HC Hasselt | 24-29 | KV Sasja HC Hoboken | Sporthal Alverberg, Hasselt |

| 18 mai 2008 | KV Sasja HC Hoboken | 41-36 | Initia HC Hasselt | Eburons Dôme, Tongres |

- KV Sasja HC Hoboken 2-0 Initia HC Hasselt

### Play-downs

#### Classement
|   | Équipe       | Pts | J | G | N | P | Bp  | Bc  | Diff |
| - | ------------ | --- | - | - | - | - | --- | --- | ---- |
| 1 | HC Eynatten  | 12  | 6 | 5 | 1 | 0 | 180 | 139 | 41   |
| 2 | ROC Flémalle | 8   | 6 | 4 | 1 | 1 | 190 | 149 | 41   |
| 3 | HC Visé BM   | 6   | 6 | 2 | 0 | 4 | 168 | 165 | 3    |
| 4 | HC DB Gent   | 0   | 6 | 0 | 0 | 6 | 122 | 207 | -85  |

|                 | Relégation en Division 2  |
| en augmentation | Promu pour les Play-downs |

#### Matchs
| Résultats (dom.\ext.)                                      | ROC   | GEN   | HCV   | HCE   |
| ROC Flémalle                                               |       | 33-27 | 32-15 | 24-24 |
| HC DB Gent                                                 | 13-44 |       | 23-30 | 18-24 |
| HC Visé BM                                                 | 30-29 | 32-23 |       | 23-25 |
| HC Eynatten                                                | 30-28 | 44-18 | 33-28 |       |
| - Victoire à domicile - Match nul - Victoire à l'extérieur |       |       |       |       |

### Champion
| Champion de Belgique de handball 2007-2008 Koninklijke Vereniging Sport Afdelingen Syndicale Jeugd Antwerpen Handbal club Hoboken 6e titre |

## Bilan

### Classement final
| Rang | Équipe                  |
| ---- | ----------------------- |
| 1er  | KV Sasja HC Hoboken (T) |
| 2e   | Initia HC Hasselt       |
| 3e   | United HC Tongeren (C)  |
| 4e   | Sporting Neerpelt       |
| 5e   | Achilles Bocholt        |
| 6e   | HC Atomix               |
| 7e   | HC Eynatten             |
| 8e   | ROC Flémalle            |
| 9e   | HC Visé BM              |
| 10e  | HC DB Gent              |

|                 | Champion de Belgique et qualifiés pour la Ligue des champions |
|                 | Qualifié en Coupe des coupes                                  |
|                 | Relégué en division 2                                         |
| En              | gras Qualifiés pour la BeNe Liga 2008-2009                    |
| (T)             | Tenant du titre                                               |
| (C)             | Vainqueur de la Coupe de Belgique                             |
| en augmentation | Promu de début de saison en Division 1                        |

### Parcours en coupes d'Europe
Le parcours des clubs belges en coupes d'Europe est important puisqu'il détermine le coefficient EHF, et donc le nombre de clubs espagnoles présents en coupes d'Europe les années suivantes.
| Club                | Compétition         | Tour d'entrée     | Résultat                     | Dernier adversaire    |
| KV Sasja HC Hoboken | Ligue des champions | Tour préliminaire | éliminé au Tour préliminaire | HCM Constanța         |
| KV Sasja HC Hoboken | Coupe EHF           | 2e tour           | éliminé au 2e tour           | RK Proleter Zrenjanin |
| United HC Tongeren  | Coupe EHF           | 1er tour          | éliminé au 1er tour          | HV KRAS/Volendam      |

### Bilan de la saison
| Tableau d'honneur de la saison 2007-2008 |                     |              |
| Compétition                              | Vainqueur           | Commentaire  |
| Championnat de Belgique                  | KV Sasja HC Hoboken | 6e titre     |
| Coupe de Belgique                        | United HC Tongeren  | 3e victoire  |
| Qualifications européennes               |                     |              |
| Compétition                              | Qualifiés           | Qualifiés    |
| Ligue des champions                      | KV Sasja HC Hoboken | Premier tour |
| Coupe des coupes                         | United HC Tongeren  | Premier tour |
| Promotions et relégations                |                     |              |
| Promu en Division 1 (D1)                 | HCA Lommel          | ? (D2)       |
| Relégation en Division 2 (D2)            | HC DB Gent          | 10e          |